# 民族團結政府
民族團結政府（英語：National unity government；日语：／），又译國民團結政府、民族聯合政府，是一種因紧急状态而籌組的跨黨派、跨光譜的大聯合政府。